# Montrevel, Jura
Montrevel är en kommun i departementet Jura i regionen Bourgogne-Franche-Comté i östra Frankrike. Kommunen ligger i kantonen Saint-Julien som tillhör arrondissementet Lons-le-Saunier. År 2022 hade Montrevel 83 invånare.

## Befolkningsutveckling
Antalet invånare i kommunen Montrevel
Referens:INSEE